# 圣福都纳堂
42°46′49″N 12°24′22″E / 42.7801471°N 12.4059734°E

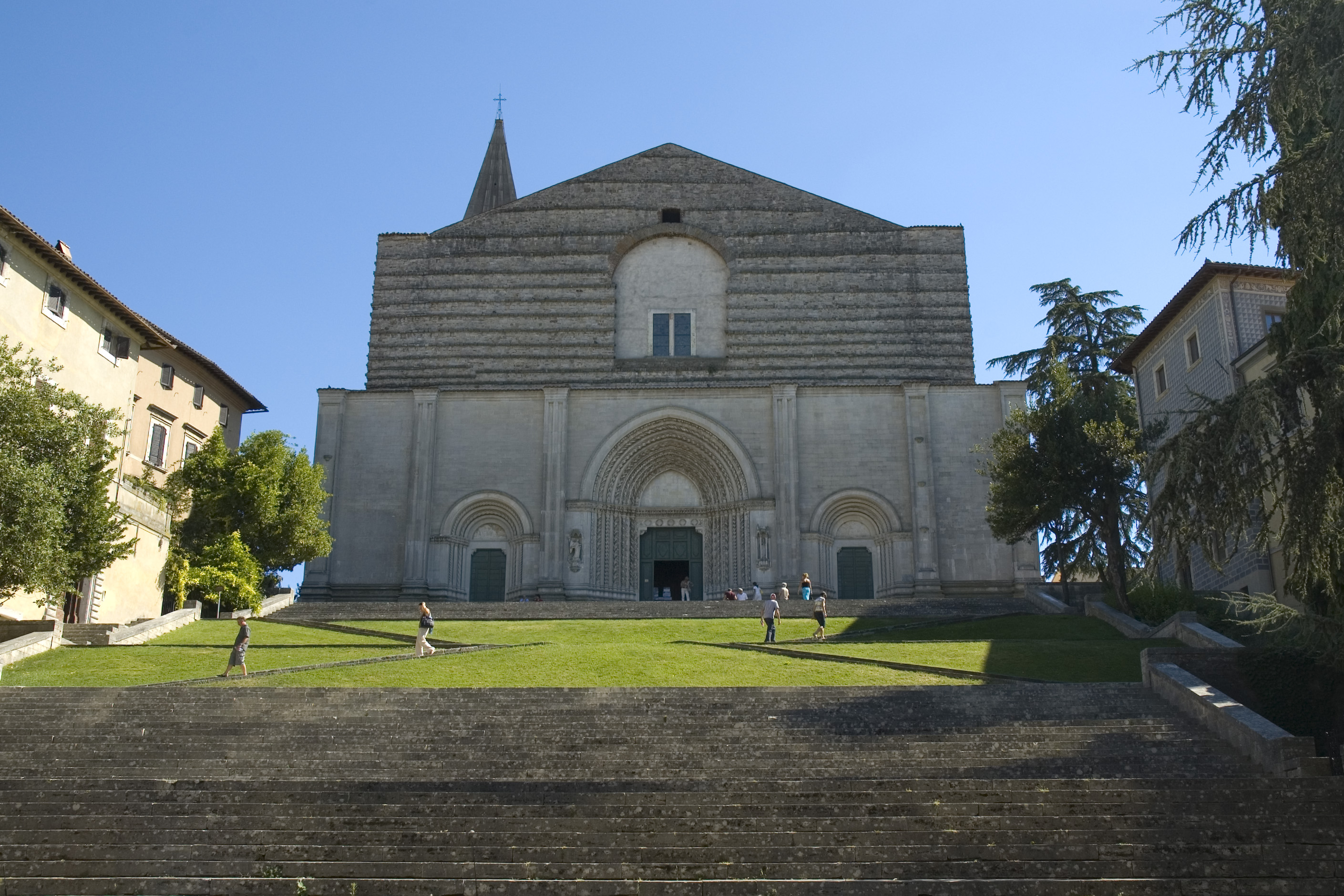
立面

圣福都纳堂（Chiesa di San Fortunato）是一座罗马天主教教堂，位于意大利佩鲁贾省托迪，靠近人民广场。
该堂建于1198年。1292年，该堂改建为哥特式，1348年瘟疫期间工程一度中断。1405年，该市征收所有输入和过境道路2%的税收，以重新开始建设工程。但是，仅完成了立面的下部。
内部有三个殿高度相等，分别从立面有门进入，装饰以浅浮雕，描绘圣人，先知和植物。两侧共有13个小堂，装饰着壁画和雕像。

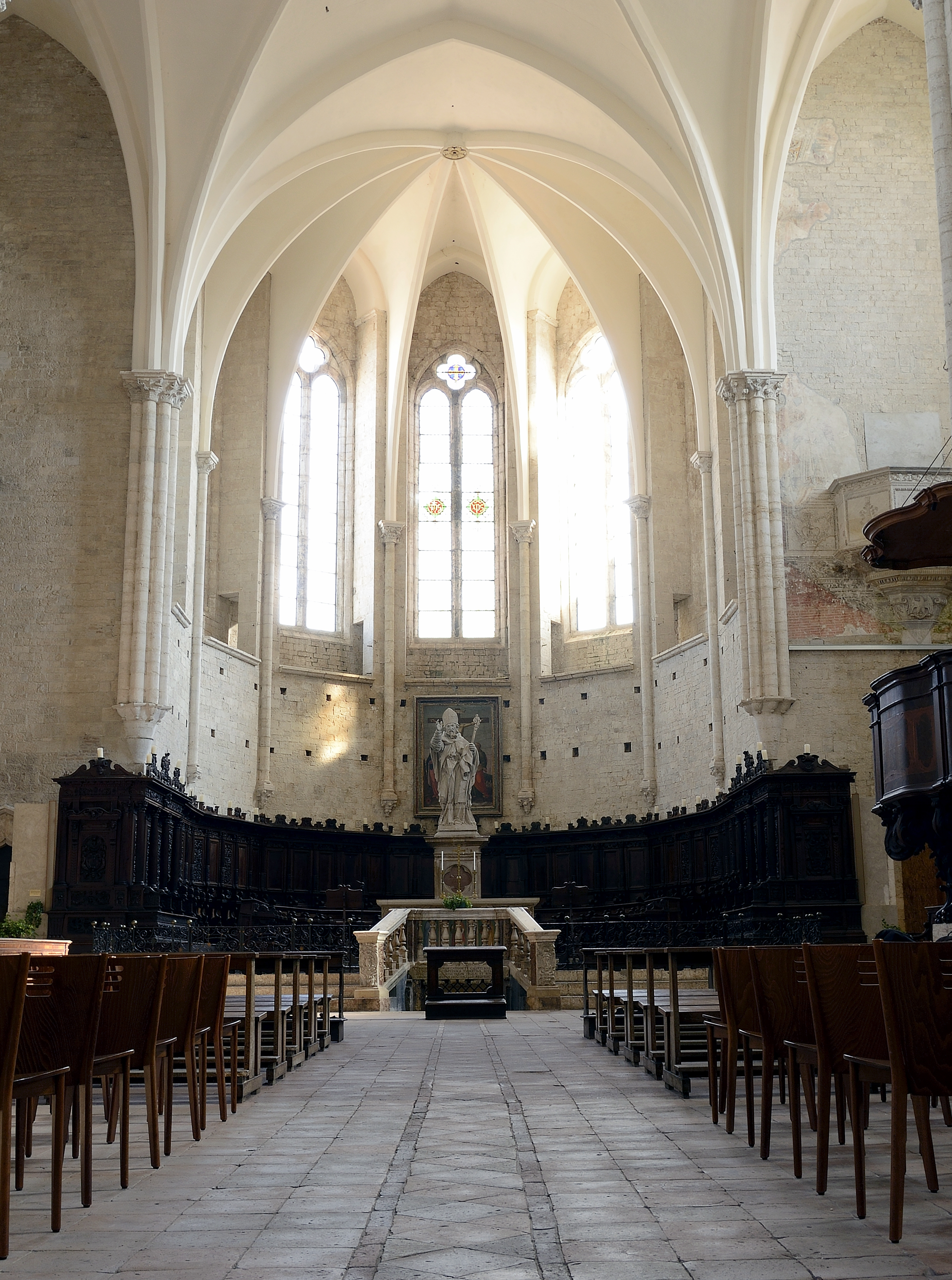
后殿